# Redlands Bicycle Classic
La Redlands Bicycle Classic és una competició ciclista per etapes que es disputa anualment durant el mes d'abril per les carreteres de Califòrnia, als Estats Units. La primera edició es disputà el 1985, i en categoria femenina el 1989.
La cursa masculina va formar part del calendari de la Unió Ciclista Internacional del 2000 al 2002 i del 2004 al 2005. Durant aquest darrer any va formar part de l'UCI America Tour en la categoria 2.2. Forma part de l'USA Cycling National Racing Calendar, el calendari nacional dels Estats Units.
El ciclista que més vegades s'ha imposat a la cursa ha estat l'estatunidenc Chris Horner, amb quatre victòries.

## Palmarès masculí
| Any       | Vencedor              | Segon              | Tercer             |
| --------- | --------------------- | ------------------ | ------------------ |
| 1985      | Thurlow Rogers        | Ron Hayman         | Raúl Alcalá        |
| 1986      | Davis Phinney         | Raúl Alcalá        | Jeff Pierce        |
| 1987      | Dag-Otto Lauritzen    | Thurlow Rogers     | Doug Shapiro       |
| 1988      | Alexi Grewal          | Andy Paulin        | David Brinton      |
| 1989      | Scott Moninger        | Glen Sanders       | Stephen Swart      |
| 1990      | Dmitri Zhadanov       | Evgueni Berzin     | Scott Moninger     |
| 1991      | Randy Whicker         | Jim Copeland       | Vladeslav Bobrik   |
| 1992      | Scott Fortner         | Thurlow Rogers     | Eric Cech          |
| 1993      | Malcolm Elliott       | Bart Bowen         | Ron Kiefel         |
| 1994      | Malcolm Elliott       | Jeff Pierce        | Ron Kiefel         |
| 1995      | Scott Moninger        | Fred Rodriguez     | Malcolm Elliott    |
| 1996      | Tomasz Brozyna        | Chris Horner       | Malcolm Elliott    |
| 1997      | Dariusz Baranowski    | Tomasz Brozyna     | Scott Moninger     |
| 1998      | Jonathan Vaughters    | Cadel Evans        | Chris Wherry       |
| 1999      | Christian Vande Velde | Frank McCormack    | Scott Moninger     |
| 2000      | Chris Horner          | David Zabriskie    | Trent Klasna       |
| 2001      | Trent Klasna          | Chris Horner       | Roland Green       |
| 2002      | Chris Horner          | Roland Green       | Soren Peterson     |
| 2003      | Chris Horner          | Nathan O'Neill     | Tom Danielson      |
| 2004      | Chris Horner          | César Grajales     | Gordon Fraser      |
| 2005      | Chris Wherry          | Trent Lowe         | Liam Kileen        |
| 2006      | Nathan O'Neill        | Chris Baldwin      | Scott Moninger     |
| 2007      | Andrew Bajadali       | Phil Zajicek       | Ben Jacques-Maynes |
| 2008      | Santiago Botero       | Chris Baldwin      | Burke Swindlehurst |
| 2009      | Jeff Louder           | Tom Zirbel         | Benjamin Day       |
| 2010      | Benjamin Day          | Ben Jacques-Maynes | Will Routley       |
| 2011      | Francisco Mancebo     | Ben Jacques-Maynes | Chris Baldwin      |
| 2012      | Phil Gaimon           | Patrick Bevin      | Francisco Mancebo  |
| 2013      | Francisco Mancebo     | Chad Haga          | Tom Zirbel         |
| 2014      | Joey Rosskopf         | James Oram         | Travis McCabe      |
| 2015      | Philip Gaimon         | Gavin Mannion      | Adrien Costa       |
| 2016      | Matteo Dal-Cin        | Neilson Powless    | Travis McCabe      |
| 2017      | Taylor Eisenhart      | Brandon McNulty    | Emerson Oronte     |
| 2018      | Thomas Revard         | Lionel Mawditt     | Sean Bennett       |
| 2019      | Cory Lockwood         | Kevin Vermaerke    | Eder Frayre        |
| 2020-2021 | no disputada          | no disputada       | no disputada       |
| 2022      | Tyler Stites          | Alexander White    | Eric Brunner       |

## Palmarès femení
| Any       | Vencedora           | Segona             | Tercera             |
| --------- | ------------------- | ------------------ | ------------------- |
| 1985      | Cindy Whitehead     |                    |                     |
| 1986      | Suzanne Sonye       |                    |                     |
| 1987      | Cindy Whitehead     |                    |                     |
| 1988      | Maureen Manley      |                    |                     |
| 1989      | Suzanne Sonye       |                    |                     |
| 1990      | Suzanne Ferguson    |                    |                     |
| 1992      | Linda Brenneman     |                    |                     |
| 1993      | Linda Brenneman     | Sally Zack         | Deirdre Demet-Barry |
| 1994      | Jeannie Golay       | Alison Sydor       | Linda Jackson       |
| 1995      | Linda Brenneman     | Susan Palmer-Komar | Mari Holden         |
| 1996      | Alison Dunlap       | Tammy Jacques      | Jeanne Golay        |
| 1997      | Susannah Pryde      | Linda Jackson      | Alison Dunlap       |
| 1998      | Mari Holden         | Pamela Schuster    | Alison Dunlap       |
| 1999      | Lyne Bessette       | Alison Dunlap      | Cybil DiGuistini    |
| 2000      | Alison Dunlap       | Lyne Bessette      | Leigh Hobson        |
| 2001      | Geneviève Jeanson   | Kimberly Bruckner  | Alison Dunlap       |
| 2002      | Judith Arndt        | Geneviève Jeanson  | Andrea Hannos       |
| 2003      | Geneviève Jeanson   | Lyne Bessette      | Manon Jutras        |
| 2004      | Lyne Bessette       | Geneviève Jeanson  | Christine Thorburn  |
| 2005      | Christine Thorburn  | Kimberly Baldwin   | Annette Beutler     |
| 2006      | Amber Neben         | Christine Thorburn | Kimberly Baldwin    |
| 2007      | Amber Neben         | Mara Abbott        | Katheryn Curi       |
| 2008      | Alex Wrubleski      | Mara Abbott        | Katharine Carroll   |
| 2009      | Ina-Yoko Teutenberg | Amber Neben        | Alison Powers       |
| 2010      | Ina-Yoko Teutenberg | Katherine Carroll  | Alexis Rhodes       |
| 2011      | Amber Neben         | Erinne Willock     | Evelyn Stevens      |
| 2012      | Megan Guarnier      | Alison Powers      | Joelle Numainville  |
| 2013      | Alison Powers       | Tayler Wiles       | Rhae Shaw           |
| 2014      | Tayler Wiles        | Mara Abbott        | Leah Kirchmann      |
| 2015      | Mara Abbott         | Amber Neben        | Allie Dragoo        |
| 2016      | Kristin Armstrong   | Mara Abbott        | Eri Yonamine        |
| 2017      | Ruth Winder         | Amber Neben        | Katherine Hall      |
| 2018      | Katie Hall          | Sara Bergen        | Edwige Pitel        |
| 2019      | Amber Neben         | Lauren Stephens    | Emily Newsom        |
| 2020-2021 | no disputada        | no disputada       | no disputada        |
| 2022      | Heidi Franz         | Erica Clevenger    | Emily Marcolini     |